# 아사쿠치군

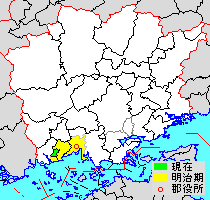
아사쿠치 군의 위치

아사쿠치군(일본어: 浅口郡, あさくちぐん)은 일본 오카야마현의 군이다.
인구 10,632명, 면적 12.23km², 인구밀도 869명/km².(2025년 3월 1일, 추계인구)
이하 1개의 정으로 구성된다.
- 사토쇼정(里庄町)

## 역사
- 2005년 8월 1일 - 후나오 정이 구라시키시에 편입 합병하였다.
- 2006년 3월 21일 - 가모가타 정, 곤코 정, 요리시마 정이 합병해 아사쿠치시가 되었다. 이것에 의해 아사쿠치 군은 사토쇼 정 1정만 남았다.